# Veliki Podljuben
Veliki Podljuben je naselje u slovenskoj Općini Novom Mestu. Veliki Podljuben se nalazi u pokrajini Dolenjskoj i statističkoj regiji Jugoistočnoj Sloveniji. 

## Stanovništvo
Prema popisu stanovništva iz 2002. godine naselje je imalo 92 stanovnika.